# Pagus Teruanensis
El pagus Teruanensis (a veces llamado en francés Ternois), fundado en 649, es un antiguo distrito franco, cuyo centro era Thérouanne.

## Ubicación
En la época franca, el pagus Teruanensis o pagus Ternensis se incluyó en la diócesis de Thérouanne. Su territorio incluía toda la porción oriental del archidiácono de Artois, es decir, lo que estaba fuera de los límites del gobierno de Boulonnais. Originalmente era parte de la civitas de los mórinos. Su territorio estaba limitado al este por Mempisque y el pagus Atrebatensis, al sur por Ponthieu, al oeste por Boulonnais. El pagus Teruanensis se menciona en muchas cartas de los siglos VII y VIII, incluida la Carta de fundación de la abadía de Sithiu.

## Historia
En el siglo IX, el pagus Teruanensis tuvo los cargos de miembros de la familia de los Unróquidas: Unroch (citado entre 839 y 853); Adalardo, hijo de Unroch; Raoul, sobrino de Adalardo. Cuando murió Raoul, Balduino II de Flandes, que era su primo, exigió al rey la abadía de Saint-Bertin; los monjes, que lo temían, invocaron la intervención de su antiguo abad Fulquerio, que se había convertido en arzobispo de Reims. Fue entonces cuando Balduino asesinó a Fulquerio el 17 de junio de 900; sin embargo, logró obtener de Carlos III el título de abad laico y probablemente también de conde. El Teruanensis luego quedó bajo la órbita del Condado de Flandes. A la muerte de Balduino II, sus dos hijos compartieron sus dominios. Adalolfo, el segundo, obtuvo el Teruanensis y el Boulonnais en apariencia. En 933, tras la muerte de Adalolfo, el conde de Flandes Arnunfo I, su hermano, recupera la herencia paterna completa.
Después de la muerte de Arnunfo I, el Teruanensis parece haber sido desmembrado: la parte norte, incluida la ciudad catedral de Thérouanne, fue retenida por los condes de Flandes, que se convirtieron en dos castellanías cuyas dos capitales fueron Thérouanne y Saint-Omer; y desde mediados del siglo XI, la parte meridional del antiguo pagus fue mantenida en feudo de los condes de Flandes por un conde que tomaba habitualmente, del lugar de su residencia, el título de conde de Saint-Pol. Este condado también se conoce a veces como "Condado de Ternois" (equivalente francés de Teruanensis), de ahí la restricción del nombre de Ternois a este condado, que sin embargo no incluía la capital del antiguo pagus, restricción que fue tan pronunciada, que el más fuerte de los ríos que regaba el condado de Saint-Pol tomó el nombre de Ternoise.

## Condes de Ternois
- Unroch (citado entre 839 y 853)
- Adalardo, hijo de Unroch
- Raoul, sobrino de Adalardo
- Balduino II de Flandes (900 - 918)
- Adalolfo de Boulogne (918- 933)
- Arnulfo I de Flandes (933- 965)